# La Scolca

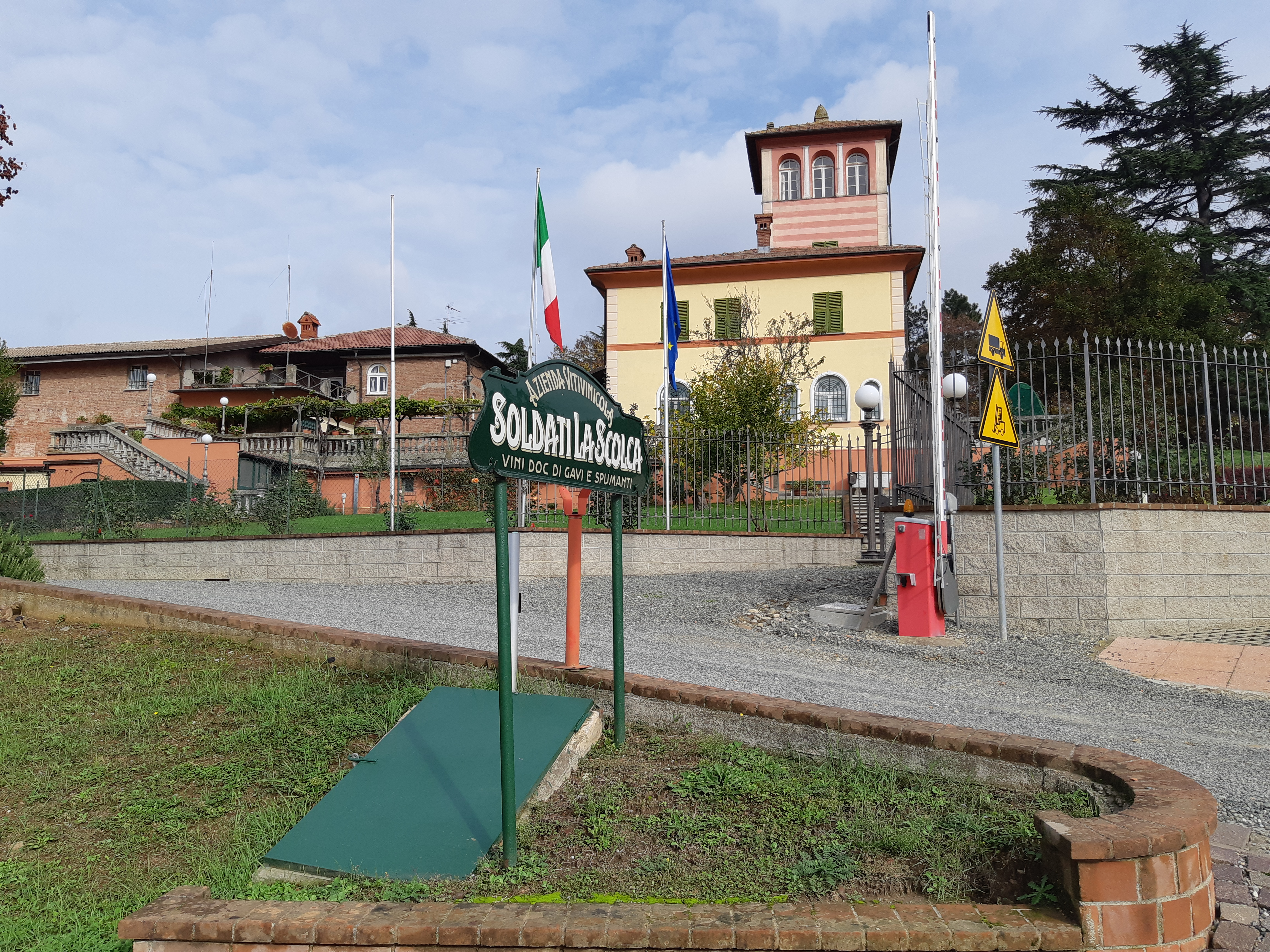
Eingang des Weinguts La Scolca, 2019

La Scolca ist ein über einhundert Jahre altes Weingut in der italienischen Weinregion Piemont. Es gilt als das erste, das die Rebsorte Cortese reinsortig ausgebaut und vermarktet hat. Es ist somit wegbereitend für die Klassifizierung dieser Weine und gilt als das bekannteste der Region. Der daraus gewonnene Cortese di Gavi zählt zu den beliebtesten Weißweinen Italiens. La Scolca produziert sowohl Still- als auch Schaumweine. Unter den Betrieben dieser Region ist La Scolca der älteste und gilt als der modernste.

## Geschichte
Der Unternehmer und Importeur von Spielzeug Giambattista Parodi kaufte die Tenuta in den Hügeln von Rovereto 1919 noch ohne die Absicht, dort Wein zu kultivieren. Erst sein Sohn Alfredo begann, neben Weizen auch Cortese-Trauben anzubauen, allerdings zunächst nur für den eigenen Bedarf. Aus dieser Zeit stammt auch der markante Turm der Tenuta La Scolca, der weithin über das leicht hügelige Land zu sehen ist. Er ist eine Reminiszenz an den alten Ortsnamen der Gemarkung Sfurca, die so viel wie weite Sicht bedeutet, denn das einst dort stehende Bauernhaus diente auch als militärischer Aussichtsposten. Alfredos Tochter heiratete Vittorio Soldati, den Großvater der heutigen Besitzerin Chiara Soldati, sodass sich das Weingut heute in der fünften Generation befindet. Im Nachhinein kann man die Wahl dieses Namens für ein Weingut, in dem erstmals weiße Rebsorten in einer Region mit ausschließlich blauen Trauben kultiviert wurden, als visionär bezeichnen.
Erst nach dem Zweiten Weltkrieg avancierte der Landsitz unter Vittorio Soldati – dem Ehemann der Enkelin Giambattistas und Cousin von Mario Soldati – zum Leitunternehmen für die Gavi-Klassifizierung. In den frühen 1950er Jahren lag die italienische Weinproduktion darnieder. Noch bis in die 1980er Jahre wurden überwiegend billige und schlecht gemachte Weine produziert. Sie wurden zuletzt praktisch ausschließlich an Großkonzerne wie Cinzano und Martini & Rossi abgeliefert, die daraus ihre Prosecchi herstellten. Dieses Geschäft war für die Winzer der Region ein einträgliches Geschäft.
Neben der Fähigkeit, guten Wein zu produzieren, war Vittorio auch ein hervorragender Verkäufer. Er positionierte seine Weine in den Vitrinen der besten Restaurants, zunächst in Turin, dann in Mailand, schließlich in Rom. Anfang der 1970er Jahre, noch vor der DOC-Klassifizierung, erlangte Soldatis Gavi den Status eines Kultweins. Am Ende wurde der Wein als einer von zwei Weißweinen im Orient-Express und bei der jährlichen Eröffnung der Scala-Saison ausgeschenkt. Die Liste namhafter Kunden ist lang.
Eine weitere entscheidende Qualitätsverbesserung stammt ebenfalls von Vittorio. Er sorgte dafür, dass die Hektarerträge durch niedrigere Stockdichte, konsequenten Rückschnitt und „Grünlese“ auf etwa die Hälfte reduziert wurden. Lag der Hektarertrag im Gavi bei 65–70 hl/ha, konnte er bewirken, dass er gesetzlich auf 45–50 hl/ha gesenkt wurde. Er selbst arbeitet sogar mit nur 35 hl/ha. Bei der Neukonzeption seiner Kellerräume achtete er streng auf Produktionsabläufe, die den Weißwein schonen: Die Traubenmoste folgen weitgehend der Schwerkraft und müssen nicht unnötig gepumpt werden.
Nachdem der Markt für Cortese-Trauben für die Schaumweinproduktion Anfang der 1960er Jahre eingebrochen war und die Preise immer weiter fielen, stellten die meisten Winzer auf rote Sorten um. Vittorio Soldati jedoch hielt an der heute charakteristischen Cortese-Traube fest und professionalisierte ihren An- und Ausbau. So wurden von Anfang an die hellen Keltertrauben in einer Region angebaut, in der seit inzwischen über dreißig Jahren fast ausschließlich rote angebaut wurden. In vielerlei Hinsicht darf das Wirken Soldatis als Pioniertat betrachtet werden, musste doch ein Teil des Landes sukzessive durch Rodung von Wäldern erst urbar gemacht werden. Andere Flächen waren zuvor mit Weizen bestanden.
1969 wurde das erste Mal ein Gavi dei Gavi auf den Markt gebracht, der bereits die Handschrift von Vittorios' Sohn Giorgio trug. Als Letzterer nach einem Weinbaustudium 1970 in den elterlichen Betrieb einstieg, so sagte er später, waren die Weine „Garagenweine. Vierzigtausend Flaschen. Heute haben wir sechshunderttausend erreicht und können die Anfragen nicht befriedigen. Und das ist in Ordnung, wir sind ein Familienunternehmen und werden es auch bleiben.“ Seit 1983 gibt es den d’Antan, einen Schaumwein, der zunächst zehn Jahre im Stahltank auf Hefe lagert, ehe eine Flaschengärung folgt, die auch als Méthode champenoise bezeichnet wird. Dieser Jahrgangssekt wird nur in besonders guten Jahren produziert. Letzter zurzeit (2019) erhältliche Jahrgang ist 2007.
Giorgio Soldati war es auch, der 1993 das Konsortium Tutela del Gavi ins Leben rief, welches sich seitdem um den Schutz und die Vermarktung des Gavi-DOC kümmert und dem mittlerweile 180 Weingüter und Produzenten mit 5000 Beschäftigten angehören. Heute befindet sich das Unternehmen in der fünften Generation unter der Leitung von Chiara Soldati. Chiaras Eltern, Giorgio und Luisa, waren bei der 100-Jahr-Feier noch im Unternehmen tätig. In einschlägigen Quellen wird mit dem berühmten Schriftsteller, Drehbuchautor und Regisseur Mario Soldati (1906–1999) eine Generation übersprungen. Wahrscheinlich war das Anwesen bereits viel länger für den Weinanbau bestimmt.

## Gavi-Klassifizierung

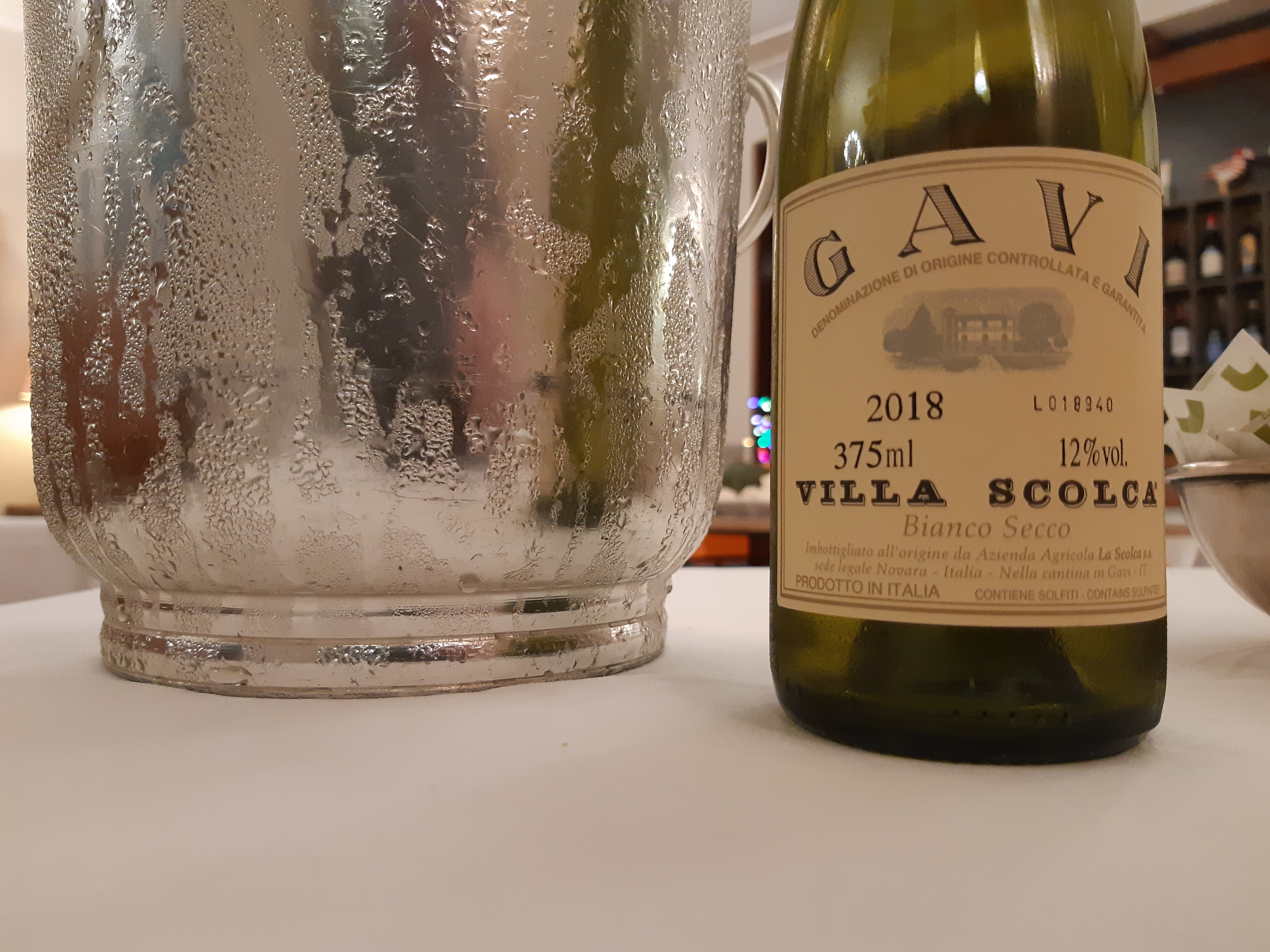
Villa Scolca

Weiße Cortese-di-Gavi-Weine erhielten 1974 die DOC- und 1998 die DOCG-Klassifizierung. Sie dürfen nur in zehn Gemeinden der Provinz Alessandria angebaut werden und unterliegen strengen Qualitätsbestimmungen. Zugelassen sind die Qualitäten Fermo, Frizzante, Spumante, Riserva und Riserva Spumante Metodo Classico. Das Anbaugebiet umfasst 1500 Hektar, die eine durchschnittliche Jahresproduktion von 12 Mio. Flaschen ergeben. Der große Johnson befindet, dass insgesamt die Gavi-Weine zwar „sehr gut gedeihen“, aber „der Geschmack oft durch eine zu kühle Gärung verstümmelt“ wird.: S. 293

## Geografie
Die Gemeinde Gavi befindet sich im Grenzgebiet zwischen dem Piemont und Ligurien. Das Weingut liegt nordwestlich von Gavi in der Fraktion Rovereto, etwa auf einem Viertel der Wegstrecke in Richtung Novi Ligure an der SP 159 kurz vor der Gemeindegrenze zu Tassarolo auf der rechten Seite inmitten eigener Weinfelder, die von Wald gesäumt sind. Die Meereshöhe der 60 ha umfassenden Weinberge ist mit 300 bis 350 Meter angegeben.

## Weine
Die Weinbereitung ist vor allem von einer langen Maische-Standzeit geprägt. Nach den Worten Giorgios sind in den Sedimenten, die sich nach der Pressung absetzen, die wichtigsten Bestandteile, die dem Wein später zugutekommen können. Die Maische wird behutsam mit Sauerstoff durchlüftet, um eine Reduktion weitgehend zu verhindern. Ein weiterer wichtiger Qualitätsbaustein ist die Vermeidung, verschiedene Erntelose im Keller zu vermischen. „Wir wissen, in welchem Tank welches Terroir steckt und wofür er später verwendet werden soll“, so Chiara Soldati. Die wichtigsten Weine sind der weltweit bekannte Klassiker aus dem Gavi Etichetta Nera, Villa Scolca als der zweitälteste, in den 1950er Jahren kreierte Wein sowie der erstmals 1966 abgefüllte Gavi dei Gavi als Vorbild der seit 1974 bestehenden DOC-Klassifizierung. Nach wie vor besitzt dieser Wein vorbildhaften Charakter für Weine dieser Anbauregion, insbesondere, was die bemerkenswerte Intensität und Vielfalt der Aromen betrifft. Dieser „ist der wohl berühmteste Gavi der Welt.“ Er hat gegenüber allen anderen in dieser Weinregion hergestellten Weinen ein gewisses Alterungspotential.
Insgesamt sind zwölf verschiedene Weine im Sortiment, davon vier Weißweine und sechs Schaumweine.

## Bewertungen
- Der große Johnson bewertet ihn mit zwei Sternen, also mindestens guter Qualität.[13]: S. 301